# Camponotus figaro
Camponotus figaro is een mierensoort uit de onderfamilie van de schubmieren (Formicinae). De wetenschappelijke naam van de soort is voor het eerst geldig gepubliceerd in 1969 door Collingwood & Yarrow.